# Neanura palmeri
Neanura palmeri är en urinsektsart som beskrevs av John L. Wray 1967. Neanura palmeri ingår i släktet Neanura och familjen Neanuridae. Inga underarter finns listade i Catalogue of Life.